# Scafatese Football Club
La Scafatese Fc è una squadra di calcio di Scafati in Provincia di Salerno.

## Storia

### Le origini del calcio a Scafati
Nata nel 1922 con il nome di Unione Sportiva Scafatese, il club militò inizialmente in campionati di Seconda e Terza Divisione; fu nel 1941, battendo nella gara decisiva l'Avellino per 15-0, che approdò in Serie C per la prima volta, disputando le due stagioni precedenti all'interruzione dovuta alla seconda guerra mondiale.

### L'approdo in Serie B

Fulvio Nesti, mediano della Scafatese in Serie B

Alla ripresa dei campionati, la squadra campana fu iscritta al campionato di Serie C 1945-46, che concluse al terzo posto, guadagnandosi la promozione in Serie B per la stagione 1946-47, grazie alla rinuncia delle due squadre (Benevento e Gladiator) che la precedettero in classifica. Il primo anno in Serie B i gialloblù chiusero il campionato al quarto posto a pari punti con il Lecce, davanti a loro invece si classificarono i cugini della Salernitana promossi in A, la Ternana e il Pescara. Nel campionato 1947-1948 invece si piazza al dodicesimo posto che costò la retrocessione in Serie C a causa della riforma dei campionati. 

Scafatese 1944-45

La squadra, vittima di un dissesto finanziario, si ritirò all'inizio del campionato di Serie C 1948-1949, dopo aver racimolato appena un punto in 11 giornate.

### Dagli anni cinquanta agli anni settanta

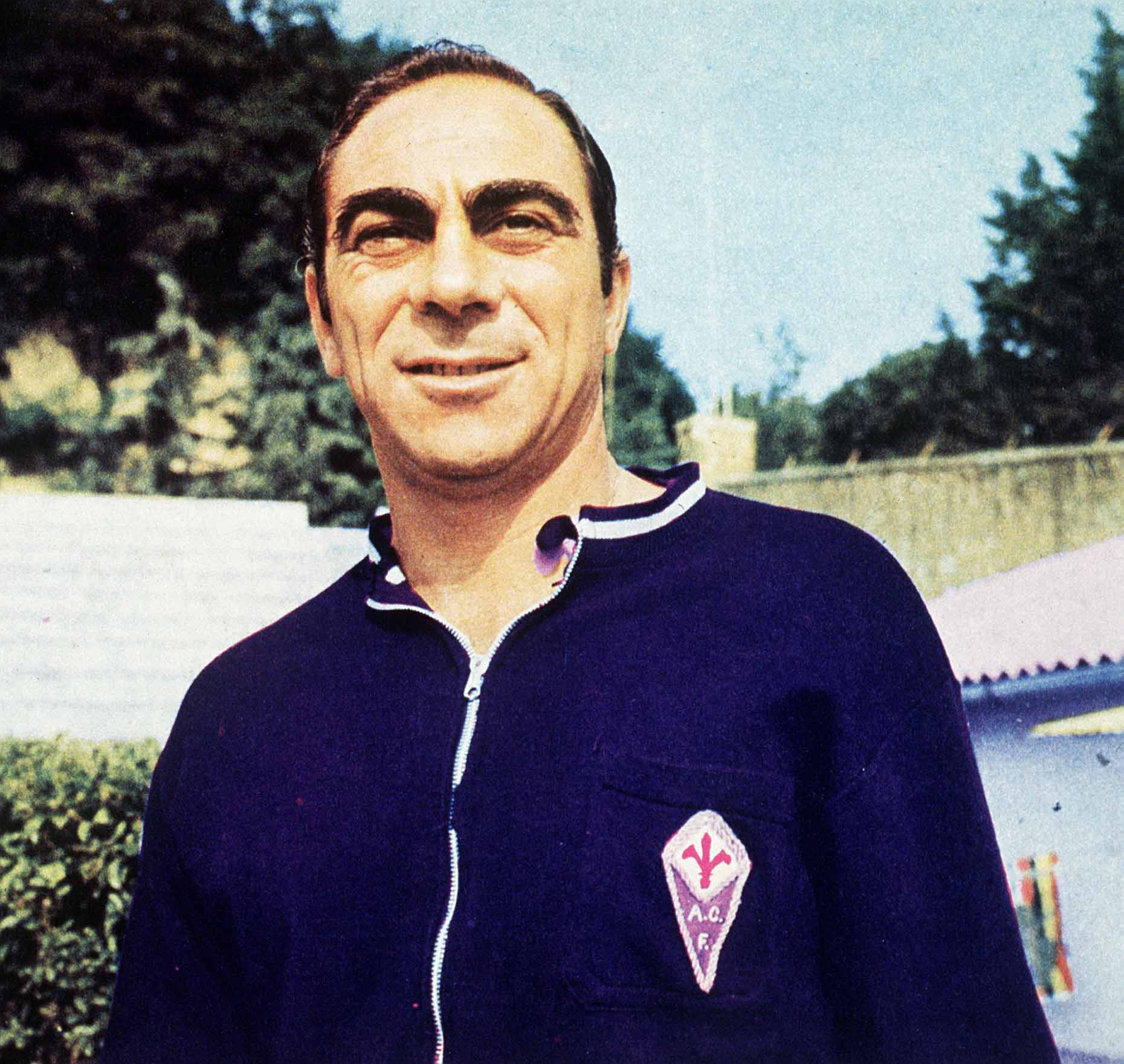
Bruno Pesaola; allenatore-calciatore nella stagione 1961-62

Dopo il ritiro per problemi economici dell'anno precedente, la Scafatese partecipa per 3 stagioni al campionato di Prima Divisione (quinta serie del tempo, dopo Serie A, B, C e Promozione). Nel 1952-53, a seguito dell'istituzione della Quarta Serie, partecipa al campionato di Promozione per 2 stagioni, per poi retrocedere in Prima Divisione, rimanendovi fino al 1956/57, quando viene promossa nel campionato nazionale dilettanti. Nella stagione 1957-1958 la Scafatese vince il proprio girone di appartenenza davanti alla Turris ma perse la fase successiva regionale per il salto di categoria, peggio andò l'anno seguente dove i canarini arrivarono secondi nel girone D dietro i cugini dell'Angri. Nella stagione 1959-1960, arriva invece la promozione in Serie D, infatti, dopo un campionato dominato in pieno, i canarini guadagnarono l'accesso in quarta serie battendo prima la Frattese e poi l'Ischia alle finali regionali per l'ammissione in quarta serie.
La Scafatese così accede alle finali nazionali dove dopo aver battuto la Libertas Potenza, il Morrone e il Calangianus, disputò a Rimini la finale per il titolo di campione d'Italia contro la Ponziana di Trieste, ma dopo l'1-1 l'arbitro affidò alla monetina la vittoria del torneo e i canarini dovettero rinunciare al titolo italiano dei dilettanti.
Gli anni '60 videro la Scafatese disputare la Serie D per nove anni consecutivi, dove il miglior piazzamento fu il quarto posto nella stagione 1962-63, per poi retrocedere al termine del campionato 1968-69.
Agli inizi degli anni '70 arrivò prima il baratro per la Scafatese con la retrocessione in Prima Categoria e poi la successiva rinascita ritornando dopo un anno in Promozione dove fin da subito la squadra incominciò a sfiorare più volte il ritorno in quarta serie, concludendo le stagioni 1972-73 e 1974-75 al secondo posto, ma finalmente nel 1975-76 ritorna dopo sette anni in Serie D. Nelle stagioni 1976-77 e 1977-78 i canarini disputarono il campionato di Serie D, retrocedendo al termine di quest'ultima in Promozione.

### Dagli anni ottanta agli anni duemila
Dopo questa retrocessione la squadra stentò a riprendersi, anzi una crisi di risultati nel 1983-84 fece sprofondare la Scafatese in Prima Categoria, e soltanto facendo una fusione nel 1986 con la Don Bosco Oplonti tornò ad iscriversi in Promozione. I gialloblù si piazzarono secondi nel 1987-88 dietro l'Ebolitana, e sempre nel 1988-89 al secondo posto alle spalle della Nocerina ma viene comunque ripescata in Interregionale; quindi dalla stagione 1989-1990 i canarini disputarono ben otto campionati consecutivi in interregionale conquistando più di una volta salvezze all'ultima giornata, fino a quando però nella stagione 1996-97 arrivò la retrocessione. In entrambe le stagioni 1997-98 e 1998-99, la Scafatese disputò il campionato regionale di Eccellenza con poche soddisfazioni.

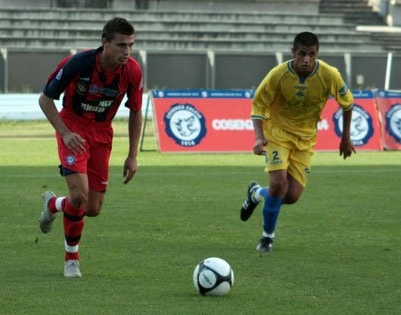
Cosenza-Scafatese, Coppa Italia Lega Pro 2008-2009

Il campionato 1999-2000 invece si rivela entusiasmante, infatti con venti vittorie, nove pareggi e una sola sconfitta contro i grigiorossi dell'Angri, la Scafatese si aggiudica il torneo e ritorna in Serie D dopo tre anni, tuttavia nella stagione 2000-2001 i canarini retrocedono a seguito della sconfitta per 2-1 ad Olbia alla penultima giornata di campionato.
Nel 2003-2004 la squadra gialloblù riusciva a tornare in serie D battendo all'ultima giornata di campionato al Romeo Menti di Castellammare di Stabia il Gragnano per 2-1. I gialloblù in Serie D questa volta conquistarono la salvezza nella stagione 2004-2005 dopo aver vinto la sfida play-out contro la Viribus Unitis. 

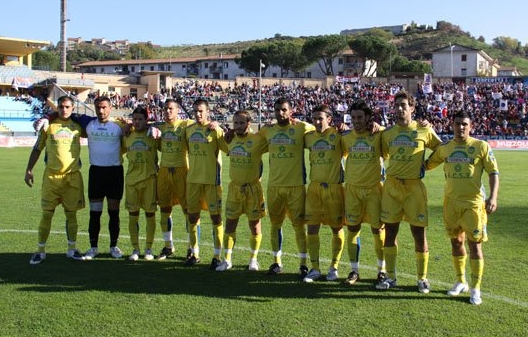
La Scafatese scesa in campo al San Vito contro il Cosenza nella stagione 2008-09

Dopo il quarto posto nella stagione 2005-2006, si riuscì l'anno successivo a ritornare in Serie C, dopo un'avvincente duello con la Sibilla Cuma di Bacoli, a fine stagione staccata di cinque lunghezze. Formazione tipo della Scafatese vincitrice del campionato di Serie D 2006-07 allenata da Egidio Pirozzi è: Sorriso, Baylon, Santamaria, Cordua, De Franco, Ginobili, Marzano, Marasco, Cosa, Sarli, Spinelli. E così il 6 maggio 2007, la Scafatese approda finalmente in C2 sconfiggendo al Comunale di Scafati la formazione laziale del Pisoniano per 6-3.

Marco Rossi allenatore della Scafatese nella stagione 2009-2010

In Serie C2 nella stagione 2007-2008 la Scafatese dopo aver evitato la retrocessione diretta all'ultima giornata vincendo in casa del Real Marcianise incrocia nei play-out la Val di Sangro, salvandosi al termine del doppio confronto (1-0 in casa e 2-2 in Abruzzo). Nel campionato 2008-2009 la squadra questa volta riesce ad evitare i play-out e quindi salvandosi direttamente in un'annata dove i canarini ben figurarono, così come ci fu una tranquilla salvezza anche nella stagione 2009-2010.

### Gli anni duemiladieci e duemilaventi
Nell'estate 2010, a causa di gravi problemi economici, la società non viene iscritta al campionato di Lega Pro Seconda Divisione ma non fallisce e riparte dalla Terza Categoria, dove riesce a vincere tre campionati consecutivi, per effettuare subito dopo una fusione con la società del Montecorvino Rovella iscrivendosi così al campionato di Eccellenza per la stagione 2013-2014. Nella stagione 2014-15 la Scafatese arriva in finale della Coppa Italia Regionale ma viene sconfitta per 2-0 dalla Virtus Volla, mentre l'anno successivo retrocede dopo aver perso il play-out contro il Valdiano. La squadra riparte così dalla Promozione dove nella stagione 2017-2018 riesce a ritornare dopo due anni in Eccellenza, categoria che la Scafatese mantiene l'anno successivo dopo aver vinto lo spareggio play-out. Dopo questa salvezza la squadra continua quindi a disputare il campionato di Eccellenza anche nella stagione 2019-2020 e poi nel 2020-2021 dove in quest'ultima annata viene sconfitta al primo turno dei play-off; in seguito la Scafatese raggiunse i play-off per altri tre anni di fila venendo però sempre eliminata, dapprima dal Savoia nella stagione 2021-22, poi dall'Agropoli nel campionato 2022-23 ed infine dal Costa d'Amalfi nel 2023-24. Nella stagione 2024-2025 la Scafatese mediante il trasferimento del titolo del San Marzano a Scafati ritorna dopo una lunga assenza in Serie D, dove finisce terza classificata nel girone I alle spalle del Siracusa e della Reggina.

## La Scafatese nella cultura di massa
La Scafatese, negli anni della serie B, raggiunse una certa fama anche mediatica. Ad esempio nel film di Mario Mattoli, Totò al giro d'Italia (1948), il personaggio del professor Ugo Casamandrei (interpretato da Totò), cita la squadra. Per farsi arrestare, dopo inutili tentativi (come fare il saluto romano, cantare "Giovinezza", farsi trovare armato, o "inneggiare alle donne nude"), inizia con alcuni riferimenti calcistici, trovandosi di fronte un commissario meridionale, inizia prima ad inneggiare a squadre del Nord (Torino, Juve, Milan ed Inter) per poi passare ad alcuni "abbasso": dopo quelli rivolti alle squadre del Palermo e del Napoli, riesce nell'intento di farsi arrestare proferendo: «Abbasso la Scafatese!».
Altri film in cui viene citata la Scafatese Calcio sono Banditi a Milano del 1968 e Mi faccia causa del 1984.
Una citazione è presente, inoltre, nel libro Saltatempo (2001) di Stefano Benni.
Tra i suoi tifosi la Scafatese è conosciuta anche come "Signora del calcio campano". Tale appellativo fu coniato dal giornalista Francesco Matrone nel suo articolo pubblicato sul quotidiano Il Mattino del 28 aprile 1960. In tale articolo Matrone celebrava la Scafatese «non solo perché ha vinto il Campionato Dilettanti, ma per il modo in cui è pervenuta al successo finale, per l'autorità e la padronanza con cui ha lottato durante tutto il campionato». Proprio nella Prima Categoria 1959-60 la Scafatese fu la prima squadra campana ad accedere alle fasi finali per l'assegnazione del titolo di Campione d'Italia Dilettanti. La Scafatese Calcio è stata citata in data 13 Marzo 2024 dal giornalista Enrico Mentana su Prime Video prima di Atletico Madrid-Inter. “Non è che giochi contro la Scafatese, giochi contro l’Atletico Madrid…”

## Allenatori e presidenti
- 1922-1927 ...
- 1927-1928  Osvaldo Sacchi[6]
- 1928-1940 ...
- 1940-1941  De Palma
- 1941-1942  Vincenzo Provera
- 1942-1943  Remo Galli
- 1943-1945 ...
- 1945-1946  Remo Galli
- 1946-1947  Secondo Roggero
- 1947-1948  Secondo Roggero
 Vittorio Mosele
- 1948-1959 ...
- 1959-1961  Orazio Sola coadiuvato da  Pagano nel 1959-1960[7] e da  Masci nel 1960-1961[8]
- 1961-1962  Remo Galli
 Bruno Pesaola
- 1962-1963  István Mike Mayer[9]
- 1963-1965 ...
- 1965-1966  D'Alessandro
- 1966-1967 ...
- 1967-1968  Riccardo Carapellese[10]
- 1968-1969  Bellini
- 1969-1975 ...
- 1975-1976  Carmine Tascone
- 1976-1978 ...
- 1978-1979  Gennaro Olivieri
- 1979-1980 ...
- 1980-1981  Franco Biccari
- 1981-1988 ...
- 1988-1989  Amerigo Ferrara
- 1989-1990  Amerigo Ferrara
 Paolo Anastasio
- 1990-1991  Paolo Anastasio
- 1991-1992  Bruno Govetto
 Francesco Stellato
- 1992-1993  Antonio Terreri
 Paolo Anastasio
- 1993-1994  Paolo Anastasio
- 1994-1995  Riccardo De Lella
- 1995-1996  Gennaro Rambone
 Lorenzo Salvatore
- 1996-1997  Lorenzo Salvatore
 Franco Rondanini
- 1997-1998  Bruno Govetto
 Lorenzo Salvatore
- 1999-2000  Roberto Pidone
- 2000-2001  Antonio Sorano
- 2001-2003 ...
- 2003-2004  Giampiero Nocera
- 2004-2005  Giampiero Nocera
 Lorenzo Salvatore
 Claudio Pirone
 Giampiero Nocera
- 2005-2006  Pasquale Esposito
- 2006-2007  Pasquale Esposito
 Egidio Pirozzi
- 2007-2008  Giancarlo Favarin
 Roberto Chiancone
 Giancarlo Favarin
 Roberto Chiancone
- 2008-2009  Agenore Maurizi
- 2009-2010  Pasquale Esposito
 Marco Rossi
- 2010-2011 ...
- 2011-2012  Ciro Rea[11]
- 2012-2013 ...
- 2013-2014  Raffaele Del Sorbo
 Ivan Faustinho Cané
 Domenico Citarelli
- 2014-2015  Pasquale Esposito
 Salvatore Amura
 Luigi Incitti
- 2015-2016  Giovanni Macera
 Domenico Citarelli
- 2016-2017  Pasquale Esposito
 Luigi Incitti
- 2017-2018  Giovanni Macera
- 2018-2019  Antonino Amarante
 Alfonso Contaldo
 Antonino Amarante
- 2019-2020  Mario Di Nola
 Salvatore Nastri
- 2020-2021  Angelo Teta
 Severo De Felice
- 2021-2022  Severo De Felice
- 2022  Maurizio Coppola
- 2022-2023  Stefano Liquidato
- 2023  Pasquale Iuliano
- 2023-2024  Ciro Muro
- 2024  Francesco Fabiano
- 2024-2025  Gianluca Aztori

## Palmarès

### Competizioni interregionali
- Serie D: 1

2006-2007 (girone G)

### Competizioni regionali
- Prima Divisione: 2

1940-1941, 1956-1957
- Eccellenza: 2

1999-2000, 2003-2004
- Promozione: 2

1975-1976, 2017-2018
- Campionato italiano di terza divisione: 1

1930-1931
- Prima Categoria: 3

1959-1960, 1971-1972, 2012-2013
- Seconda Categoria: 1

2011-2012
- Coppa Campania: 2

1938-1939, 1940-1941

### Competizioni provinciali
- Terza Categoria: 1

2010-2011

### Altri piazzamenti
- Serie C:

Terzo posto: 1945-1946 (girone D Lega Interregionale Sud)
- Eccellenza:

Terzo posto: 2014-2015 (girone B)
- Promozione:

Secondo posto: 1972-1973 (girone B), 1974-1975 (girone B), 1987-1988 (girone C), 1988-1989 (girone C)
Terzo posto: 1973-1974 (girone B), 1979-1980 (girone C)
- Scudetto Serie D:

Semifinalista: 2006-2007
- Coppa Italia Dilettanti:

Semifinalista: 1975-1976
- Coppa Italia Dilettanti Campania:

Finalista: 2014-2015

## Statistiche e record

### Partecipazione ai campionati
| Livello | Categoria                       | Partecipazioni | Debutto   | Ultima stagione | Totale |
| ------- | ------------------------------- | -------------- | --------- | --------------- | ------ |
| 2º      | Seconda Divisione               | 3              | 1923-1924 | 1925-1926       | 5      |
| 2º      | Serie B                         | 2              | 1946-1947 | 1947-1948       | 5      |
| 3º      | Seconda Divisione               | 2              | 1926-1927 | 1927-1928       | 6      |
| 3º      | Serie C                         | 4              | 1941-1942 | 1948-1949       | 6      |
| 4º      | Serie D                         | 13             | 1960-1961 | 2025-2026       | 16     |
| 4º      | Serie C2                        | 1              | 2007-2008 | 2007-2008       | 16     |
| 4º      | Lega Pro Seconda Divisione      | 2              | 2008-2009 | 2009-2010       | 16     |
| 5º      | Campionato Interregionale       | 3              | 1989-1990 | 1991-1992       | 12     |
| 5º      | Campionato Nazionale Dilettanti | 5              | 1992-1993 | 1996-1997       | 12     |
| 5º      | Serie D                         | 4              | 2000-2001 | 2006-2007       | 12     |

In 38 stagioni sportive disputate a livello nazionale a partire dalla stagione 1923-1924 in Seconda Divisione.

## Tifoseria

### Gemellaggi e rivalità
Tra le rivalità che la tifoseria giallo-blu annovera, la principale è quella con i tifosi dell'Angri. Questo derby calcistico dell'Agro è chiamato "DERBY DELLE OMBRE" che contrappone infatti le vicine città di Scafati ed Angri. Altre inimicizie si hanno con le tifoserie di Palmese, Ebolitana,  Battipagliese, Gragnano, Agropoli, Lavello, Matera, Sapri, Sarnese, Cervinara, Andria, Locri(a causa del gemellaggio con la rivale Angri). La tifoseria scafatese non vanta di veri e propri gemellaggi, ma vanta molte amicizie alcuni creati anche nell'ultima annata 24/25, con squadre di grande importanza come Reggina, Acireale, e anche altre tifoserie come il Sant'Antonio abate, e i tifosi della Rossoblù Castel San Giorgio.
I gruppi attivi delle tifoserie sono:
A.V.C (gruppo attivo da più tempo) e Curva Sud Scafati (gruppo attivo dal 4 agosto 2024)